# Tratatul de la Zboriv
Tratatul de la Zboriv a fost semnat pe 17 august 1649, după bătălia de la Zboriv, în care forțele Rzeczpospolitei polono-lituaniene (aproximativ 25.000 de soldați) conduși de regele Ioan Cazimir al II-lea Vasa au luptat cu o forță combinată a cazacilor și tătarilor (aproximativ 80.000 de luptători) comduși de hetmanul Bogdan Hmelnițki și respectiv hanul İslâm al III-lea Ghiray.
Printre prevederile tratatului se numărau:
- Creșterea numărului cazacilor înregistrați 6.000 la 40.000 de oameni. Cei care nu erau cuprinși în acest număr trebuiau să se reîntoarcă pe moișiile de care aparțineau ca iobagi.
- în trei voievodate – Kijów, Braclaw și Czernihów urmau să ocupe funcții oficiale doar șlehticii preavoslavnici.
- Armata Coroanei și evreiI nu aveau dreptul să intre în localitățile în care erau încartiruite regimentele de cazacii înregistrați.
- Bogdan Hmelnițki era recunoscut drept hetman al cazacilor.
- Mitropolitul ortodox al Kievului urma să devină membru de drept al Senatului Rzeczpospolitei.
- Proprietatea Czehryń trecea sub controlul Buławei Zaporojene – a lideruloui cazacilor, în acel moment hemanul Hmelnițki.
- Clerului Greco-unit (apărut după semnarea Uniunii de la Brest) îi era interzisă reîntoarcerea în Ucraina.
- Ordinul iezuit a fost obligat să părăsească principalele orașe ucrainene – Kiev, Brețlav, Cernihiv
- Tătării puteau să se reîntoarcă în Crimeea cu toată prada luată în Podolia și regiunea Braclaw.
- Polonezii urmau să plătească o „răscumpărare” de 40.000 de taleri tătarilor.
- Regele Poloniei i-a grațiat pe toți participanții la rebeliune.

Tratatul a fost ratificat de Dietă în sesiunea din noiembrie 1649 – ianuarie 1650, dar nu a fost niciodată pus în practică datorită opoziției clerului catolic, care s-a opus unor prevederi precum admiterea în rândurile senatorilor de drept a mitropolitului ortodox al Kievului.
Tratatul nu a mulțumit nicio parte semnatară a acordului. Deși recunoștea unele drepturi ale cazacilor înregistrați, tratatul lăsa neatinsă ordinea socială din Ucraina, marea majoritate a țăranilor ucraineni având în continuare statutul de iobagi. Uniunea de la Brest nu a fost desființată, iar mitropolitul Kievului nu a fost admis în Senat. Hmelnițki și-a dat seama că în aceste condiții popularitatea sa era în continuă scădere și a început pregătirile pentru o nouă revoltă. Senatul polonez, sub influența catolicilor extremiști, care au refuzat să accepte egalitatea bisericilor catolică și ortodoxă, a declarat în cele din urmă război cazacilor (5 ianuarie 1650).